# Casse de Brink's-Mat

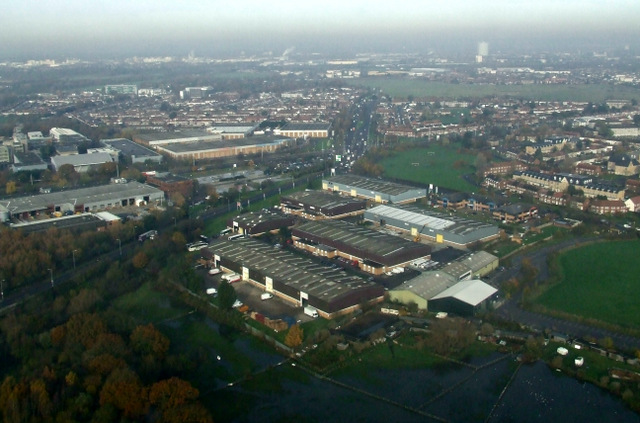
Vue aérienne du Heathrow International Trading Estate

Le vol de Brink's-Mat s'est produit le 26 novembre 1983 au Heathrow International Trading Estate, à Londres, au Royaume-Uni, et a été l'un des plus grands vols de l'histoire britannique. 26 millions de livres sterling (équivalents à 93,3 £ en 2021) de lingots d'or, de diamants et d'argent liquide ont été volés dans un entrepôt exploité par Brink's-Mat, une ancienne coentreprise entre la société de sécurité américaine Brink's et la société londonienne MAT Transport. Le magot était la propriété de Johnson Matthey Bankers Ltd. Micky McAvoy et Brian Robinson ont été reconnus coupables de vol à main armée. La majeure partie de l'or n'a jamais été récupérée. Lloyd's of London a payé les pertes et plusieurs décès par balle ont été liés à l'affaire dans les années qui suivirent.

## Déroulement
Le casse de Brink's-Mat s'est produit à 6 h 40 le 26 novembre 1983 lorsque six voleurs ont fait irruption dans l'entrepôt de Brink's-Mat, unité 7 du Heathrow International Trading Estate près de l'aéroport d'Heathrow à West London, en Angleterre,. Il a été décrit comme « le crime du siècle ».
Le gang est entré dans l'entrepôt grâce au gardien  Anthony Black, complice du vol. Une fois à l'intérieur, ils ont versé de l'essence sur le personnel et les ont menacés d'une allumette allumée s'ils ne révélaient pas les numéros de combinaison du coffre-fort.  Les voleurs pensaient qu'ils allaient voler l'équivalent d'environ 1 million de livres sterling en pesetas espagnoles,, mais ils ont également trouvé trois tonnes (3 000 kg) de lingots d'or pur à l'extérieur du coffre principal, soit 6 840 lingots répartis dans 76 cartons. L'or avait été stocké dans l'entrepôt pendant la nuit avant d'être transféré le lendemain à Hong Kong. De plus, ils ont volé du platine, 1 000 carats de diamants et 250 000 $ de chèques de voyage. La valeur totale de leur transport était de 26 millions de livres sterling (équivalent à 93,3 millions de livres sterling en 2021).   